# Potentilla kotschyana
Potentilla kotschyana är en rosväxtart som beskrevs av Edward Fenzl. Potentilla kotschyana ingår i Fingerörtssläktet som ingår i familjen rosväxter. Utöver nominatformen finns också underarten P. k. tomentosa.